# FooBillard
FooBillard ist ein freies Billard-Computerspiel.
Es zeichnet sich durch seine detailtreue OpenGL-Grafik und die spezielle an Billard angepasste Steuerung aus. Ursprünglich von Florian Berger für Linux entwickelt existieren mittlerweile Portierungen auf Windows, macOS, SkyOS und Android.
Das Spiel ist in englischer Sprache, kann zu zweit an einem Computer, im Netzwerk sowie gegen den Computer gespielt werden.
Die aktuelle Version 3.0a unterstützt die Billardvarianten 8 Ball, 9 Ball, Carambol und Snooker.

## Der Billardtisch
Nachdem man das Spiel gestartet hat, steht im Vordergrund ein kleines Textmenü zur Verfügung. Im Hintergrund wartet ein mit Kugeln belegter Holztisch mit Goldabdeckung und Golddiamanten auf den Spielstart. Es stehen folgende Tischgrößen zur Verfügung: 7 Fuß, 8, Fuß, 9 Fuß und 12 Fuß. Außerdem können im Menü die Billardtischtuchfarben goldgrün, goldrot, chromblau, schwarzweiß und schwarzbeige konfiguriert werden. Nachdem man das Spiel gestartet hat, kann der Spieler den Tisch im freien Ansichtsmodus aus jeder Perspektive betrachten.

## Die Kugeln
Anfangs befindet sich je nach Variante eine unterschiedliche Anzahl von reflektierenden Billardkugeln auf dem Tisch. Im Spielmenü lassen sich die Reflexionen und die Details der Kugeln low (wenig), medium (mittel), high (hoch) oder very high (sehr hoch) einstellen.
Die Detailschaltung der Kugeln ist entsprechend dem Abstand gerichtet. Das Verhalten der Kugeln (z. B. bei Zusammenstößen) wird realistisch dargestellt.

## Der freie Ansichtsmodus und die Zoom-in/out-Funktion
Die Ansichten des Tisches und der Kugeln lassen sich ändern. Das Geschehen kann so dreidimensional aus jeder Perspektive dargestellt und verfolgt werden. Die Cue-Ball-Ansicht lässt sich mit den Maustasten präzise steuern.
So kann man ihn aus verschiedenen Perspektiven betrachten und so auf eine gewünschte Kugel oder eine Position des Tisches zielen.
Rollt man die Maus nach vorne oder hinten und drückt die rechte Maustaste, lässt sich die Sicht des Cue-Balls hin- und wegzoomen.

## Die Hilfslinie
FooBillard ist mit einer Hilfslinie ausgestattet, die vertikal durch die Mitte des Cue-Balls führt. Diese dient vor allem Anfängern und kann ausgeschaltet werden.

## Der Schwungbalken
Im mittleren unteren Bildschirmrand befindet sich ein Schwungbalken.
Anhand dessen lassen sich die Geschwindigkeit und die Stärke des Stoßes bestimmen. Höher- und tieferdrehen lässt er sich mit den Pfeiltasten oder mit dem Mausrad. Schießen kann man mit der Leertaste sowie mit einem Druck auf das Mausrad oder mit der mittleren Maustaste.

## Der computererzeugte Gegner
Steht kein menschlicher Mitspieler zur Verfügung, ist ein Spiel gegen den Computer möglich. Die Stärke des computererzeugten Gegners (Exzellent, gut, mittel, schlecht oder sehr schlecht) kann konfiguriert werden.

## Das Tournament
Einzelne Spiele gegen den Computer sind auf die Dauer etwas langweilig. Deswegen hat FooBillard einen Tournamentmodus (Turniermodus), womit der Spieler im KO-Modus gegen die virtuellen Gegner antreten kann.